# Kichute
Kichute fue un calzado deportivo de diseño mixto (entre zapatos deportivos y botas de fútbol), producido en Brasil desde la década de 1970 hasta mediados del 1990 por la compañía São Paulo Alpargatas. Con su eslogan Kichute, calce esta força (Kichute, calce esta fuerza) tuvo su mejor momento entre los años de 1978 y 1985, cuando sus ventas sobrepasaron los 9 millones de pares anuales.

## Historia
El Kichute fue creado por la compañía São Paulo Alpargatas en 1970. La empresa quería un calzado que aprovechase la pasión futbolística que vivía Brasil a raíz del Bicampeonato Mundial de 1962.  Multifuncional, económico y bastante resistente, estaba hecho de lona y suela con garras de caucho vulcanizado. Toda la zapatilla era de color negro, se volvió rápidamente una moda entre los niños, pues era usado tanto para ir a la escuela como para jugar fútbol. Debido a sus largos cordones, era común entrelazarlo antes de amarrarlo, o también darle vueltas en el mismo, pasando las trenzas por debajo de la suela. 
El producto fue lanzado el 15 de junio de 1970, aprovechando la Copa Mundial de Fútbol de 1970. Las ventas se dispararon y no había tienda deportiva que no los tuviera. Fueron también lanzados al mercado balones de fútbol de salón y de campo con la marca Kichute.
En San Pablo, Brasil en la década de 1990, el Kichute formaba parte de los uniformes de los barrenderos de la alcaldía.

## Impacto Cultural
En noviembre de 2009 se estrenó en los cines la película Meninos de Kichute (Los Niños del Kichute), adaptación cinematográfica del libro homónimo de escritor brasileño Marcio Américo, y que fue inspirado en este calzado. La película ganó el Premio Jurado Popular a la Mejor Película en la 34.ª edición de la Festival Internacional de Cine de Brasil en San Pablo en noviembre del año 2010, en su única exhibición pública.